# كارل-هاينتس ريدله
كارل-هاينتس ريدله (بالألمانية: Karl-Heinz Riedle) من مواليد 16 سبتمبر 1965، لاعب كرة قدم ألماني سابق.
بدأ مسيرته الكروية مع نادي إلهوفن في عام 1984، ولعب بعدها مع نادي ويلر ونادي بلاو ويز برلين، وفي موسم 1987/1988 انتقل إلى نادي فيردر بريمن، وفي عام 1990 انتقل إلى نادي لاتسيو الإيطالي، وفي عام 1993 انتقل إلى نادي بروسيا دورتموند الألماني، وفي عام 1997 انتقل إلى نادي ليفربول الإنجليزي، وفي عام 1999 انتقل إلى نادي فولهام الإنجليزي.
و قد لعب مع منتخب ألمانيا لكرة القدم 42 مباراة وسجل 12 هدف.

## روابط خارجية
- كارل-هاينتس ريدله على موقع ميوزك برينز (الإنجليزية)
- كارل-هاينتس ريدله على موقع الاتحاد الدولي (مؤرشف)  (الإنجليزية)
- كارل-هاينتس ريدله على موقع الاتحاد الأوربي (الإنجليزية)
- كارل-هاينتس ريدله على موقع قاعدة بيانات كرة القدم.إي يو (الإنجليزية)
- كارل-هاينتس ريدله على موقع بيانات كرة القدم. دي إي (الألمانية)
- كارل-هاينتس ريدله على موقع ليكيب (الفرنسية)
- كارل-هاينتس ريدله على موقع ناشيونال فوتبول تيمز (الإنجليزية)
- كارل-هاينتس ريدله على موقع Soccerbase.com (لاعب) (الإنجليزية)
- كارل-هاينتس ريدله على موقع Soccerbase.com (مدرب) (الإنجليزية)
- كارل-هاينتس ريدله على موقع عالم كرة القدم.نت (الإنجليزية)
- كارل-هاينتس ريدله على موقع أوليمبيديا (الإنجليزية)